# Le Moine noir
Le Moine noir (en russe : Чёрный монах) est une nouvelle fantastique d'Anton Tchekhov.

## Historique
Le Moine noir, écrit en 1893, est initialement paru dans la revue russe L'Artiste en janvier 1894.

## Résumé
Le récit suit le personnage d’Andreï Kovrine, un intellectuel russe éminemment brillant.
Au commencement de la narration, Kovrine apparaît surmené et à bout de nerfs. Il prend la décision de séjourner à la campagne, chez des amis qu’il fréquentait étant plus jeune.
La maison, entourée d’un splendide jardin, est habitée par un vieil homme et sa fille, Tania. Tous deux ont une haute estime de Kovrine et s’enthousiasment de son arrivée. À leur contact, Kovrine prend conscience de la somme de travail que représente l’entretien d’un tel jardin, et l’en apprécie chaque jour un peu plus. Peu de temps après son arrivée, Krovine commence à voir apparaître un moine noir — qui donne son titre à la nouvelle —, devient fou peu à peu, et finit par mourir.

## Éditions françaises
- Le Moine noir (trad. Édouard Parayre, révision de Lily Dennis), éditions Gallimard, coll. « Bibliothèque de la Pléiade », 1971  (ISBN 2-07-010628-4).
- Le Moine noir  (trad. Gabriel Arout), Ginkgo éditeur, coll. « Petite bibliothèque slave », 2021, 222 p. (ISBN 978-2-84679-488-6).

## Adaptations

### Au théâtre
Le Moine noir a été adapté à la scène à trois reprises :
- par Odile Ehret et mis en scène par Julian Negulesco en 1983 ;
- par Denis Marleau pour sa propre mise en scène en 2004 ;
- par Kirill Serebrennikov  dans la cour d'honneur du palais des papes lors du festival d'Avignon en 2022.

### Au cinéma
- 1988 : Tchyornyi monakh, film soviétique réalisé par Ivan Dikhovitchni, adaptation de la nouvelle de Tchékhov, avec Tatyana Drubich